# Kira Noir
Kira Noir (San Marino, 16 luglio 1994) è un'attrice pornografica statunitense.

## Biografia
Cresciuta insieme alla madre e alla sorella a Nashville, dopo il diploma ha cominciato a lavorare a St. Louis negli strip club dell'Hustler Club di Larry Flint prima di entrare nel mondo del porno. Ha girato la prima scena per Reality Kings e nel 2018 ha preso parte alla terza edizione dello show Brazzers House. Ha tatuato due anelli rossi sugli anulari delle mani.
Ha presentato la 37ª edizione degli AVN Awards assieme a Skyler Lo. Nel 2021 ha vinto il premio AVN Award for Best Supporting Actress, confermato anche nei due anni successivi.
Nel 2023, dopo ben 31 edizioni, è diventata la prima pornostar di colore ad essere eletta Female Performer of the Year agli AVN Awards. Nel marzo 2024, invece è apparsa nel videoclip di Boobs, singolo del gruppo musicale russo Little Big.

## Riconoscimenti
AVN Awards
- 2019 – Best Group Sex Scene per After Dark[9]
- 2021 – Best Supporting Actress per Primary[10]
- 2021 – Mainstream Venture of the Year[11]
- 2022 – Best Supporting Actress per Casey: A True Story[12]
- 2023 - Female Performer of the Year[7]
- 2023 - Best Supporting Actress per Sorrow Bay[13]
- 2024 - Best Leading Actress per Machine Gunner[14]
- 2024 - Best Oral Sex Scene per Machine Gunner - Episode 3 con Tommy Pistol[15]
- 2024 - Best Tag-Team Sex Scene per Machine Gunner - Episode 2 con Charles Dera e Scott Nails[16]
- 2025 – Best Sex Scene - Foursome/Orgy per Brazzers Present: 20 for 20 con Cherie DeVille, Alexis Fawx, Kayley Gunner, Lily Lou, Abigail Morris, Angela White, Ryan Reid, Gal Ritchie, Queenie Sateen, Luna Star, Monique Alexander, Mick Blue, Hollywood Cash, Manuel Ferrara, Ricky Johnson, JMac, Alex Jones, Keiran Lee, Isiah Maxwell, Scott Nails e Van Wylde[17]

XBIZ Awards
- 2020 – Best Sex Scene - Comedy per 3 Cheers for Satan con Jane Wilde, Kenzie Reeves e Small Hands[18]
- 2021 – Best Sex Scene - All-Girl per Primary con Ana Foxxx e Serena Blair[19]
- 2023 - Best Sex Scene - Trans per Muses: Eva Maxim con Eva Maxim[20]
- 2024 - Best Sex Scene - Feature Movie per Climax 3 con Alexia Anders, Lilly Bell, Alexis Tae, Maya Woulfe, Nathan Bronson, Alex Jones e Isiah Maxwell[21]
- 2025 – Best Sex Scene - Orgy/Group per Brazzers Present: 20 for 20 con Cherie DeVille, Alexis Fawx, Kayley Gunner, Lily Lou, Abigail Morris, Monique Alexander, Ryan Reid, Gal Ritchie, Queenie Sateen, Luna Star, Angela White, Mick Blue, Hollywood Cash, Manuel Ferrara, Ricky Johnson, JMac, Alex Jones, Keiran Lee, Isiah Maxwell, Scott Nails e Van Wylde[22]

XRCO Award
- 2020 – Unsung Siren[23]
- 2024 - Best Actress[24]

Spank Bank Awards
- 2018 – Vincitrice per Ebony Princess of the Year[25]
- 2018 – Vincitrice per Most Lickable Taint (Technical Awards)[25]
- 2019 – Vincitrice per Puppeteer of the Year (Best Hands/Fister)[26]
- 2019 – Vincitrice per Abs of Steel (Technical Awards)[26]
- 2020 – Vincitrice per Mistress of the Strap On[27]
- 2020 – Vincitrice per Tiny Butt[27]
- 2020 – Vincitrice per Tiny Butt, Huge Heart[27]

XCritic Awards
- 2019 – Vincitrice per Best Girl/Girl Sex Scene per Tough Critic con Angela White[28]
- 2020 – Vincitrice per Best Girl/Girl Sex Scene per Path to Forgiveness con Cadence Lux[29]

Urban X Awards
- 2018 – Vincitrice per Best Anal Performer[30]